# Marie Triepcke Krøyer Alfvén
Marie Triepcke Krøyer Alfvén (Frederiksberg, 11 de Junho de 1867 - Estocolmo, 25 de Maio de 1940) foi uma pintora dinamarquesa, membro da escola Pintores de Skagen. É lembrada principalmente por ser esposa de Peder Severin Krøyer, um dos mais bem sucedidos membros da colônia artística de Skagen. Desde criança, Marie sonhava em ser pintora e depois de ter aulas particulares em Copenhague, ela se mudou para Paris para continuar seus estudos. Foi nesta cidade, por volta de 1889, que ela conheceu Peder, que se apaixonou imediatamente por ela. Mesmo sendo 16 anos mais velho que ela, eles se casaram no verão do mesmo ano e em 1891 se estabeleceram em Skagen. Inspirado pela beleza de Marie, Peder compôs vários quadros usando-a como musa. A vida do casal foi perturbada por problemas psiquiátricos de Peder, em 1900 e pelo caso extraconjugal de Marie com o compositor sueco Hugo Alfvén.
O casal teve um filho, mas Marie acabou se divorciando de Peder e se mudou para a Suécia com Hugo com quem se casou em 1912. Infelizmente, novos problemas conjugais a levaram ao divórcio. Marie se sentia intimidada a pintar na companhia de Peder, por considerá-lo um pintor mais competente, mas Marie começou a pintar mais seriamente após o divórcio, dando grandes contribuições ao design, arte e arquitetura.

## Vida pessoal
Marie nasceu em Frederiksberg, em 1867. Era filha de Max Triepcke e Minna Augusta Kindler, que emigrou para a Dinamarca, vinda da Alemanha, em 1886. Cresceu em uma família abastada, tendo uma vida confortável, junto de seus dois irmãos, Wilhelm e Valdemar. Desde muito pequena, Marie apresentava interesse em arte, querendo se tornar pintora profissional, algo muito distante da realidade de muitas mulheres da época, destinadas a se tornarem esposas e mães. Primeiro, Marie teve aulas particulares com Carl Thomsen, na década de 1880, tendo o apoio de Bertha Wegmann, pintora de retratos de renome na época, para quem Marie posou aos 16 anos. Por não haver escolas de artes que aceitassem mulheres, Marie teve a ideia de reunir outras mulheres que aspiravam o caminho das artes, onde alugaram um estúdio e contratavam os melhores professores de artes para lhes darem dicas e aulas ocasionais. Alguns dos artistas que passavam pelo estúdio estavam Laurits Tuxen e o futuro marido de Marie, Peder Severin Krøyer, que achava curioso uma escola de artes só para moças.
Em 1887, ela teria feito sua primeira visita a Skagen, mas não há registros de que tenha criado ou pintado algo neste período. Em junho de 1888, Marie ficou noiva de Robert Hirschsprung, mas depressivo e desequilibrado, ele rompeu o noivado pouco depois. Em dezembro de 1888, Marie se mudou para Paris, onde na primavera do ano seguinte estudou com Anna Ancher, no ateliê de Pierre Puvis de Chavannes. Anna, também dinamarquesa, seria sua amiga de longa data. Marie estudou nos ateliês de Gustave Courtois e Alfred Philippe Roll, onde teve contato com o impressionismo e o naturalismo, que se tornaram grandes influências em sua carreira.

## Morte
Marie Krøyer morreu em Estocolmo, em 25 de maio de 1940 e foi sepultada no cemitério de Leksand. Suas duas filhas, Vibeke e Margita, foram enterradas ao seu lado. O túmulo de Hugo Alfvén também está ao se lado, enquanto Peder Severin Krøyer foi enterrado em Skagen.

## Galeria

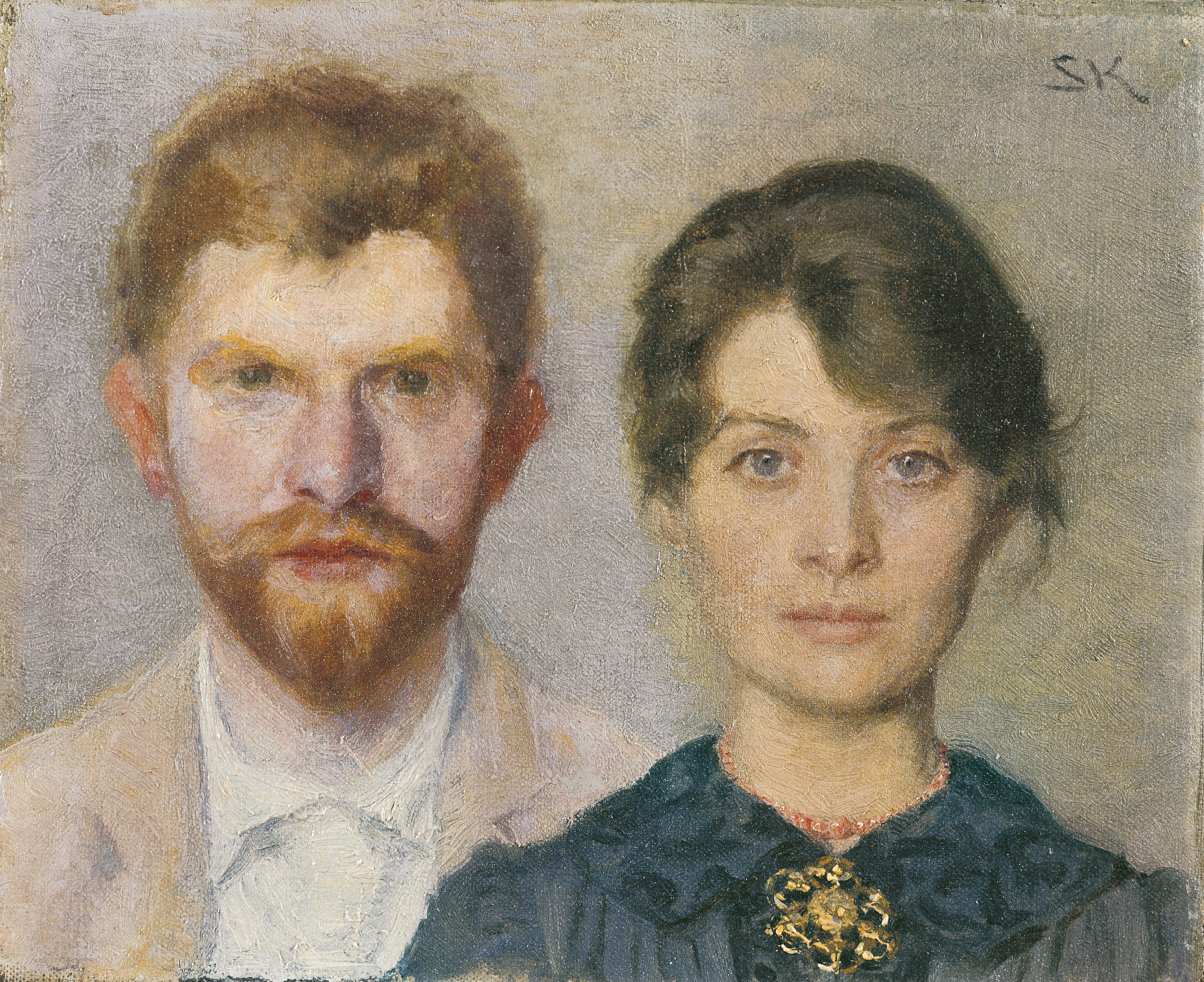
Retrato duplo do casal Krøyer, onde um retratou o outro (1890), 18.7 x 15 cm
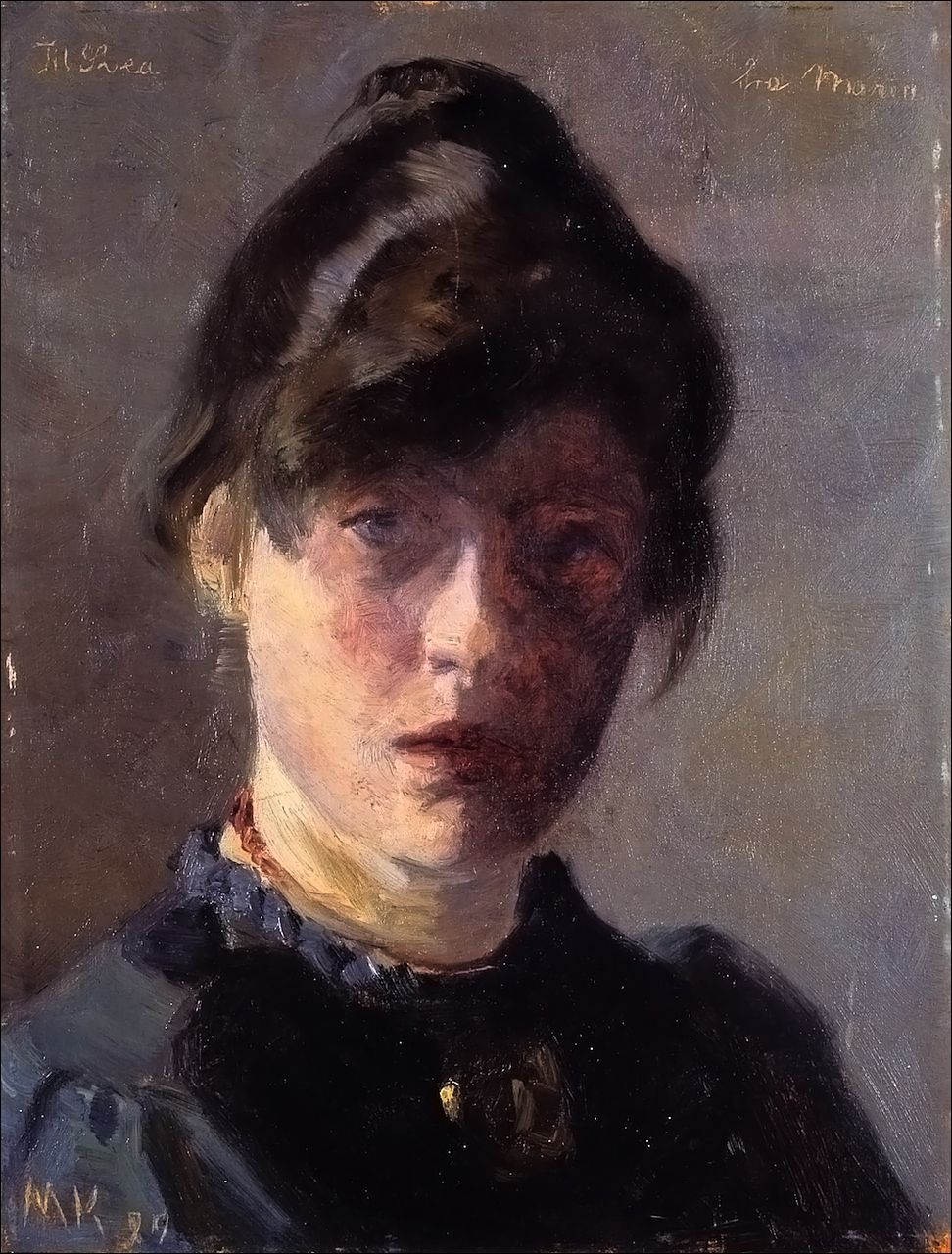
Auto-retrato, 1900
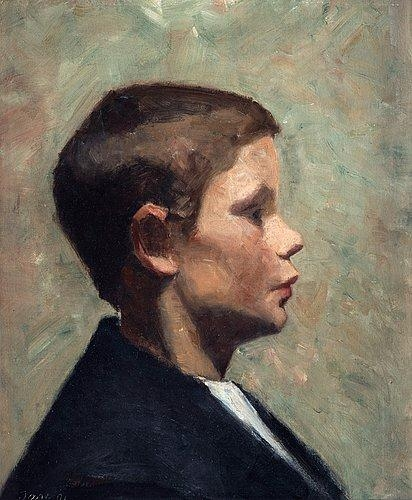
Menino de perfil, 1886
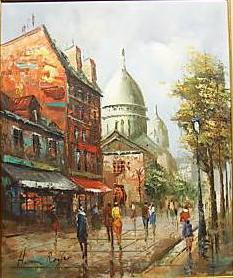
Montmartre, 1890
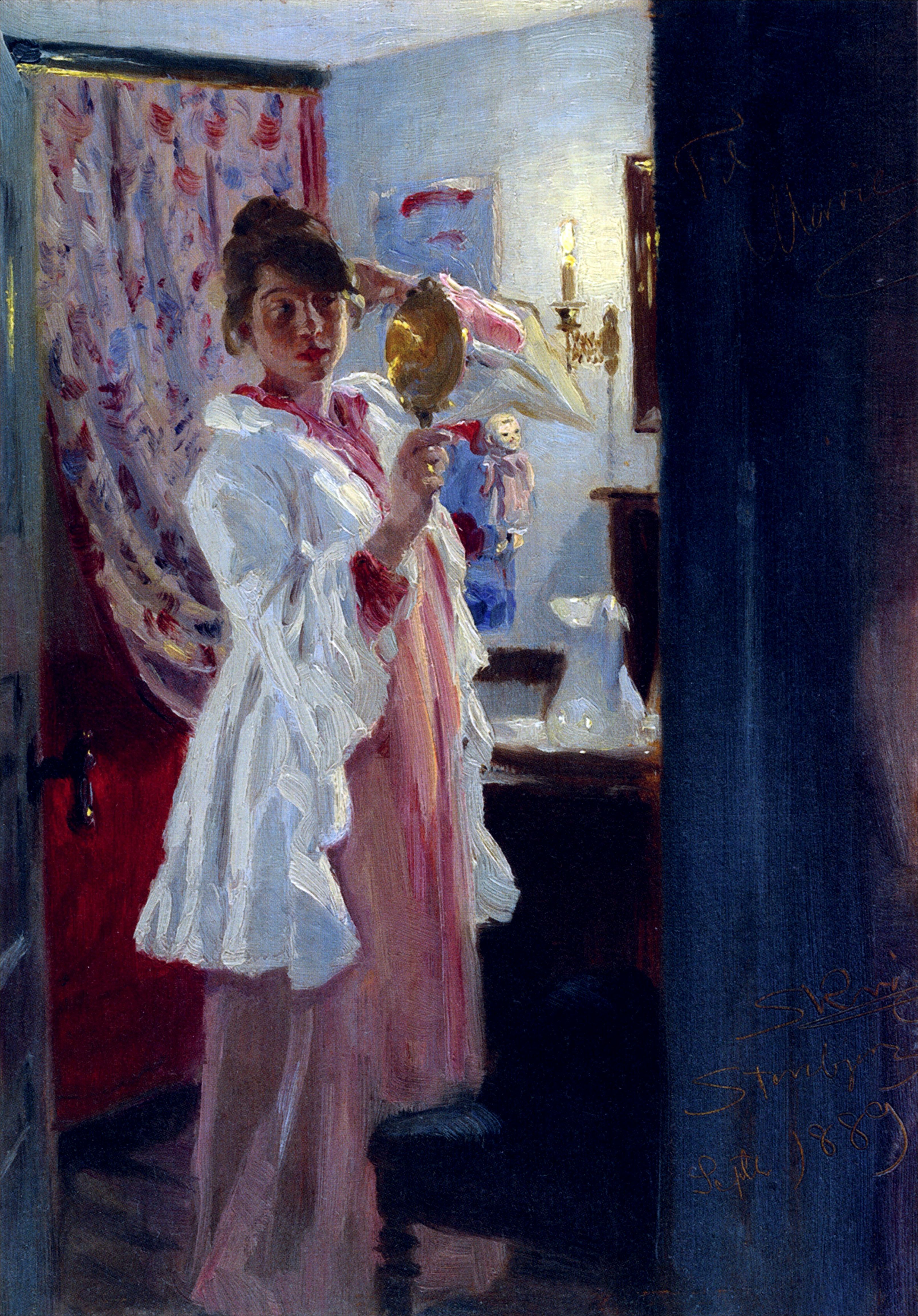
Interiør med Marie Krøyer, 1889